# Reno, Lamar County, Texas
Reno är en ort i Lamar County i delstaten Texas, USA.